# 18-й отдельный сапёрный батальон
18-й отдельный сапёрный батальон — воинское подразделение в вооружённых силах СССР во время Великой Отечественной войны.

## История

### 1-е формирование батальона
Сформирован, очевидно, вместе с управлением 6-го стрелкового корпуса в мае 1942 года.
В составе действующей армии с 22.06.1941 по 07.11.1941.
Повторил путь 6-го стрелкового корпуса, уничтожен на Украине в 1941 году

### 2-е формирование батальона
В сентябре 1942 года формируется 1-й механизрованный корпус, в составе которого сформирован 18-й отдельный механизированный сапёрный батальон.
Периоды вхождения батальона в состав Действующей армии :
- 26 сентября 1942 года −10 марта 1943 года
- 9 июля 1943 года — 13 января 1944 года
- 7 июня 1944 года — 5 сентября 1944 года
- 30 октября 1944 года — 9 мая 1945 года

Перечень № 4 Управлений корпусов, входивших в состав действующей армии в годы Великой Отечественной войны 1941—1945 гг. / Покровский А. П. — М.: Министерство обороны, 1956. — 151 с.

## Награды батальона
- 26 апреля 1945 года —  Орден Красной Звезды - награжден указом Президиума Верховного Совета СССР от 26 апреля 1945 года за образцовое выполнение заданий командования в боях немецкими захватчиками при прорыве обороны немцев восточнее города Штаргард и овладении городами Бервальде, Темпельбург,Фалькенбург, Драмбург, Вангерин, Лабес, Фрайенвальде, Шифельбайн, Регенвальде, Керлин и проявленные при этом доблесть и мужество.
- 11 июня 1945 года -  Орден Александра Невского - награжден указом Президиума Верховного Совета СССР от 11 июня 1945 года за образцовое выполнение заданий командования в боях немецкими захватчиками при овладении столицей Германии городом Берлин и проявленные при этом доблесть и мужество.

## Подчинение
| Дата       | Фронт (округ)      | Армия      | Корпус                | Дивизия | Бригада | Примечания |
| ---------- | ------------------ | ---------- | --------------------- | ------- | ------- | ---------- |
| 22.06.1942 | Юго-Западный фронт | 6-я армия  | 6-й стрелковый корпус | -       | -       | -          |
| 01.07.1941 | Юго-Западный фронт | 6-я армия  | 6-й стрелковый корпус | -       | -       | -          |
| 10.07.1941 | Юго-Западный фронт | 6-я армия  | 6-й стрелковый корпус | -       | -       | -          |
| 01.08.1941 | Юго-Западный фронт | 26-я армия | 6-й стрелковый корпус | -       | -       | -          |

## Другие инженерно-сапёрные подразделения с тем же номером
- 18-й отдельный механизированный сапёрный батальон
- 18-й отдельный инженерный батальон 6-й армии
- 18-й отдельный инженерный батальон 7-й армии
- 18-й отдельный моторизованный инженерный батальон
- 18-й отдельный инженерно-сапёрный батальон
- 18-й отдельный штурмовой инженерно-сапёрный батальон
- 18-й отдельный горный минноинженерный батальон